# Sian Ka'an
Sian Ka'an (littéralement « origine du ciel » en langue maya) est une réserve naturelle située sur la côte est de la péninsule du Yucatán, dans l'état du Quintana Roo, au Mexique. 
Elle est reconnue réserve de biosphère par l'Unesco depuis 1986 et inscrite depuis 1987 sur la liste du patrimoine mondial. Elle est également classée site Ramsar depuis le 27 novembre 2003. 
Elle englobe marais, mangroves et une forêt tropicale avec sa faune et sa flore. Elle compte notamment plus de 300 espèces d'oiseaux.